# Carinodulinka baja
Carinodulinka baja – gatunek chrząszcza z rodziny biedronkowatych i podrodziny Microweiseinae. Jedyny z monotypowego rodzaju Carinodulinka. Endemit Kalifornii.

## Taksonomia
Gatunek i rodzaj opisane zostały po raz pierwszy w 2002 roku przez Adama Ślipińskiego i Wiolettę Tomaszewską na łamach „Annales Zoologici”. Jako miejsce typowe wskazano El Rosario w Kalifornii Dolnej. Nazwa rodzajowa to polskie zdrobnienie od nazwy Carinodula, natomiast epitet gatunkowy pochodzi od hiszpańskiej nazwy Kalifornii Dolnej – Baja California.
Z analizy filogenetycznej przeprowadzonej w 2020 roku przez Karola Szawaryna, Jaroslava Větrovca i Wiolettę Tomaszewską wynika zajmowanie przez Carinodulinka pozycji siostrzanej względem rodzaju Ruthmuelleria.

## Morfologia
Chrząszcz o wydłużonym, spłaszczonym ciele długości od 0,9 do 1 mm, z wierzchu porośniętym krótkimi szczecinkami. Ubarwienie ma żółtawe do rudobrązowego z żółtawymi czułkami i odnóżami.
Głowa jest podłużna, o frontoklipeusie krótszym od panewek czułkowych i wokół czułków lekko wykrojonym, pozbawionym bruzd podczułkowych. Czułki składają się z dziesięciu członów, z których ósmy jest poprzeczny, a dwa ostatnie formują buławkę. Nagie oczy złożone buduje 5–6 dużych omatidiów. Żuwaczki mają dwuzębne wierzchołki, szerokie powierzchnie molarne i zredukowane prosteki. Głaszczki szczękowe mają człon ostatni duży i nożowaty, a dźwigacze (palpifery) z dołkami. Warga dolna ma wąskie bródkę i podbródek, bardzo krótki języczek oraz dwuczłonowe głaszczki wargowe. Wydłużoną gulę wydzielają zredukowane, zbieżne szwy gularne.
Przedplecze jest prawie kwadratowe w zarysie, o wąskiej nasadzie, rozwartych kątach przednich, delikatnie tępo ząbkowanych brzegach bocznych i dobrze zaznaczonych kątach tylnych. Na powierzchni jego występują dwie pary dołków, przednie połączone są z tylnymi słabymi żeberkami sublateranymi. Zarys tarczki jest niemal trójkątny. Pokrywy mają zaburzone punktowanie, wąskie i niekompletne epipleury oraz tępe wierzchołki, nienakrywające szczytu pygidium. Przedpiersie jest dwukrotnie szersze od bioder, zaopatrzone w dwie pary dołków. Śródpiersie ma parę dołków przy szwie. Rozstaw bioder środkowej pary jest mniejszy niż ich szerokość. Niekompletne linie udowe na zapiersiu układają się literą „V”. Odnóża mają smukłe uda i golenie oraz trójczłonowe stopy.
Odwłok ma sześć widocznych na spodzie sternitów (wentrytów), z których pierwszy jest krótszy od zapiersia, ale dłuższy niż dwa lub trzy następne razem wzięte i zaopatrzony w łukowate linie udowe przebiegające bardzo blisko panewek biodrowych. Samiec ma edeagus o niesymetrycznym tegmenie, lekko niesymetrycznych paramerach, tak długim jak one i na szczycie zaostrzonym płacie środkowym fallobazy oraz bardzo cienkim, poskręcanym, na szczycie drobnokolczastym, pozbawionym kapsuły nasadowej prąciem. Samica ma niewielką, prostej budowy spermatekę oraz szerokie i długie pokładełko z umieszczonymi końcowo małymi gonostylikami.

## Rozprzestrzenienie
Gatunek północnoamerykański, znany wyłącznie z Kalifornii w Stanach Zjednoczonych oraz Kalifornii Dolnej w Meksyku.